# متلازمة روبينشتاين - تايبي
متلازمة روبينشتاين - تايبي (بالإنجليزية Rubinstein-Taybi Syndrome)؛ وتسمى أيضًا بمتلازمة الإبهام الكبير. وهو مرض خلقي نادر، يحدث نتيجة حدوث طفرة في الموروث الجينى للإنسان، وهي ليست من المتلازمات التي تحدث نتيجة توارث الجينات بين الأجيال، تم التعرف على هذه المتلازمة عندما قام الطبيبان جاك روبينشتاين (بالإنجليزية: Jack Rubinstein)‏ وهوشانغ تايبي (بالإنجليزية: Hooshang Taybi)‏. بنشر دراستهم عام1963، حيث وجدوا تشابه في الصفات الجسمية وتأخر في التطور لدى عدد من الأطفال غير الأقرباء، هناك قصر القمة، تأخر النمو الفكري والحركي، سمات الوجه، كبر حجم الأصبع الكبير والسبابة في اليدين والقدمين، تأخر فكري.
وقد ظهرت عند أحد الجنود الإسبارطيين يدعى الثوملي بنهاية هذا القرن.

## التشخيص
- عادة ما يتم التشخيص في نهاية السنة الثانية من العمر أو بعد ذلك
- العلامات الجسمية
- فحص الكرموسومات، التهجين الفلوري الموضعي FISH يظهر العيوب في الكرموسوم رقم 16
- طفرة في المورث CREBB
- تخطيط المخ EEG غير طبيعي في أغلب الحالات
- الأشعة المقطعية للرأس تظهر أتساع في ثقب قاع الجمجمة agenesis of corpus callosum, large foramen magnum[1]

## الأعراض
- نقص في معدل الذكاء 30-79.[2]

- تأخر النمو الحركى والعظمى.
- قصر القامة، بروز الأنف.
- صغر حجم الفم وارتفاع سقفه.

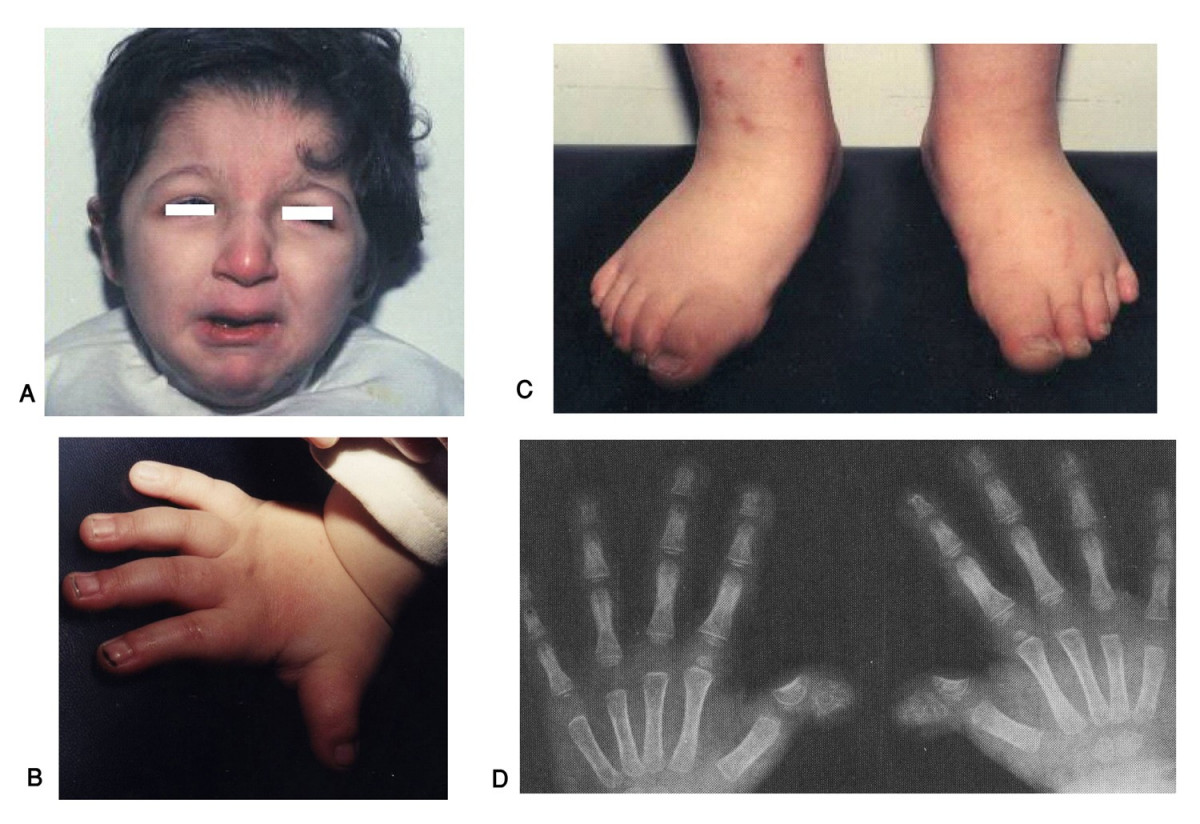
ميزات الوجه (a)،اليد اليسرى ذات ابهام عريض والقدمين تمتلكان اصبعي ابهام كبيرين (b,c)،أشعة سينية على كلتا اليدين تبين إبهام قصير وعريض (d).

- كبر حجم الأصبع الكبير في الأطراف الأربعة مع انحناء إلى الجهة الداخلية.
- كبر حجم أصابع اليدين والقدمين والأظافر تكون مسطحة وعريضة.
- صغر حجم الرأس مع وجود شعر كثيف.
- عدم انتظام الأسنان.
- انحناء جانبى للعمود الفقرى مع تشوه الفقرات.
- ظهور بروز في الجبهة.
- جحوظ العينان إلى الخارج وإلى الأسفل.
- إلى جانب وجود زوائد في زاوية العين الداخلية وارتخاء الجفن العلوى.
- اتساع في ثقب قاع الجمجمة.
- نقص القدرة على التركيز
- تأخر النمو الحركي
- نوبات صرع عند 25% من الحالات.
- تأخر النطق والتخاطب، ونسبة عالية تستخدم لغة الإشارة.
- الحول.
- الماء الأزرق وقد يؤدي للعمى.
- نقص السمعفي 25% من الحالات.
- التهاب الجهاز التنفسي العلوي والتهابات الأذن.
- عيوب خلقية في القلب والكلى، في 35-40% من الحالات.

## الأسباب
الأسباب المباشرة لمتلازمة روبينشتاين - تايبي، ما تزال مجهولة، ولكن الأبحاث الجارية على هذا المرض اثبتت وجود بعض الأسباب الجانبية لحدوثه ومنها:
1. نقص في الذراع القصير للكروموسوم رقم 16(16p13.3).
2. طفرة في المورث - الجين CREBB.
3. أحتماية حدوث الحالة لأولاد المصاب / المصابة 50% - الوراثة السائدة .

## العلاج
لا يوجد علاج لهذه المتلازمة، فعيوب الكرموسومات لم يكتشف علاج لها، ولكن ما يمكن تقديمه للمصاب هو علاج بعض المضاعفات الناتجة عنها مثل علاج الصرع والنطق، علاج التهابات الأذن واعتلال القلب، تحسين درجة السمع التي تكون ضعيفة، علاج المياه الزرقاء التي يعانى منها بعض المصابين بالمتلازمة. وأيضًا يجب تقديم الرعاية الصحية الكاملة من خلال الخدمات التأهلية وعلاج النطق والتخاطب.